# Mondo Nuovo (rivista)
Mondo Nuovo fu una rivista socialista fondata nel 1959.

## Storia di Mondo Nuovo
Fondata nel 1959 come strumento di informazione della corrente di sinistra del Partito Socialista Italiano, nel 1964 divenne l'organo ufficiale del Partito Socialista Italiano di Unità Proletaria (PSIUP), con la direzione di Lucio Libertini; dopo lo scioglimento del partito, nel 1972, cessò le pubblicazioni.